# Zwergstachelbeine
|  | Dieser Artikel wurde aufgrund von formalen oder inhaltlichen Mängeln in der Qualitätssicherung Biologie zur Verbesserung eingetragen. Dies geschieht, um die Qualität der Biologie-Artikel auf ein akzeptables Niveau zu bringen. Bitte hilf mit, diesen Artikel zu verbessern! Artikel, die nicht signifikant verbessert werden, können gegebenenfalls gelöscht werden. Lies dazu auch die näheren Informationen in den Mindestanforderungen an Biologie-Artikel. |

Die Zwergstachelbeine (Maso) sind eine Gattung der Zwergspinnen (Erigoninae) innerhalb der Familie der Baldachinspinnen (Linyphiidae).

## Merkmale
Zwergstachelbeine sind, wie alle Zwergspinnen, mit Körperlängen von etwa 1–3 mm sehr kleine Webspinnen. Im Gegensatz zu vielen anderen Zwergspinnen zeigt das Prosoma der Männchen keine der, sonst für diese Unterfamilie oft charakteristischen, Modifikationen, wie Gruben, Kerben, Lappen, Höcker, modifizierte Setae oder schlanke nadelförmige Auswüchse. Die Position der Trichobothria der Metatarsen liegt bei mehr als 9⁄10 der Metatarsen-Länge. Die Tibiae sind ventral mit zwei Längsreihen von kräftigen Stacheln versehen. Der Embolus, ein Teil des männlichen Kopulationsorgans, zeigt die Form einer Wendel oder einer Teilwendel.

## Arten und Verbreitung
Der World Spider Catalog listet 2025 sechs anerkannte Arten der Gattung mit überwiegend holarktischer Verbreitung. Lediglich eine Art, Maso krakatauensis, ist ein Faunenelement der Orientalis.
- Maso douro Bosmans & Cardoso, 2010: Portugal[3]
- Maso gallicus Simon, 1894 (Feder-Zwergstachelbein[1]): Europa und von Algerien bis Aserbaidschan[5]
- Maso krakatauensis Bristowe, 1931: Indonesien (Krakatau-Archipel)[5]
- Maso navajo Chamberlin, 1949: USA[5]
- Maso politus Banks, 1896: USA[5][6]
- Maso sundevalli (Westring, 1851) (Gewöhnliches Zwergstachelbein[1]): Typusart;[3] holarktisch; Europa, Türkei, Kaukasus, Russland, Iran, Mongolei, China, Japan, Nordamerika[5]

## Lebensraum
Die Maso-Gattung ist vor allem in feuchten, schattigen Lebensräumen anzutreffen, darunter Wälder, Wiesen und Moorlandschaften. Sie bevorzugen Orte mit viel Vegetation, wo sie sich gut verstecken können. Die Spinnen leben oft in der Nähe von Bodenvegetation, unter Steinen oder in Laubstreu, wo sie ihre Netze spinnen oder auf Beute lauern.

## Systematik
Die innere Systematik der Zwergspinnen (Erigoninae) ist keineswegs abschließend geklärt. Gustavo Hormiga erkannte im Jahr 2000 auf Basis morphologischer Merkmale, insbesondere dem Fehlen von Taenidien an den Tracheolen des Atmungssystems, innerhalb der Erigoninae eine Klade, die er informell als „Distale Erigoninae“ („Distal Erigonines“) bezeichnete. Hormiga berücksichtigte die Gattung Maso in seiner phylogenetischen Analyse zwar nicht im Detail, spätere Analysen, in die sowohl morphologische als auch molekulargenetische Daten einflossen, bestätigten jedoch nicht nur die Monophylie der „Distalen Erigoninae“ sondern ermöglichten auch die Zuordnung der Gattung Maso, vertreten durch die Typusart Maso sundevalli, zu dieser Gruppe.